# 大分市立三佐小学校
大分市立三佐小学校（おおいたしりつ みさしょうがっこう）は、大分県大分市三佐五丁目にある公立小学校。

## 沿革

### 年表
- 1874年（明治7年）1月 - 大分郡三佐村三佐小学校創立（旧藩主中川伯の官舎）
- 1881年（明治14年） - 家島分教場を設置（1、2年児）
- 1882年（明治15年） - 初等・中等・高等の三科（3･3･2の8年制）
- 1901年（明治34年）
  - 5月22日 - 新校舎改築落成式
  - 7月 - 家島分教場を本校に合併
- 1910年（明治43年）5月21日 - 児童渡船転覆（児童12人死亡）[要出典]
- 1911年（明治44年）
  - 2月 - 家島分教場新築落成式
  - 5月 - 新築満10周年記念式典
- 1912年（明治45年） - 高等小学校併設、補習科設置
- 1913年（大正2年）7月 - 校地拡張
- 1916年（大正5年）10月 - 秋季大運動会開催
- 1934年（昭和9年） - 南校舎木造2階建新築
- 1936年（昭和11年） - 北校舎木造2階建新築
- 1943年（昭和18年）4月 - 鶴崎町に合併、鶴崎町三佐国民学校と校名変更
- 1945年（昭和20年）8月15日 - 終戦、分散授業廃止
- 1947年（昭和22年）4月 - 鶴崎町立三佐小学校と改称
- 1948年（昭和23年）4月 - PTA結成、ミルク給食開始
- 1952年（昭和27年）6月 - 講堂新築落成（658名）
- 1954年（昭和29年）4月 - 鶴崎市の市制施行に伴い鶴崎市立三佐小学校と校名改称、開校80周年（644名）
- 1957年（昭和32年） - 完全給食実施（654名）
- 1963年（昭和38年）3月 - 大分市立三佐小学校と校名改称（538名）鼓笛隊編制
- 1965年（昭和40年）
  - 3月 - 新築校舎一期分完成 5教室
  - 8月 - プール竣工（506名）
- 1966年（昭和41年）
  - 2月 - 新校舎二期分完成（375坪）
  - 9月 - 給食室完成
- 1967年（昭和42年）2月 - 校門、築山、外柵新設
- 1970年（昭和45年）1月 - 新校舎三期分完成、給食室内部改装
- 1971年（昭和46年）7月 - 大分県健康優良学校県一位表彰（560名）
- 1972年（昭和47年）2月 - 体育館新築完成（535名）
- 1974年（昭和49年）1月19日 - 開校100周年記念式（100年誌発行）
- 1983年（昭和58年）11月 - 校舎一期・二期工事補修工事完了
- 1984年（昭和59年）
  - 1月 - 開校110周年記念事業（三佐の道しるべの発刊、ビデオカメラ一式）
  - 6月 - プールカラー塗装工事
- 1985年（昭和60年）6月 - プールフェンス・更衣室竣工
- 1986年（昭和61年）9月 - 校舎大規模改修工事竣工（家庭科室新設、放送室移転並びに拡張、湯沸室と更衣室移転、印刷室改修、屋上防水工事と防護柵ステンレス取替、校舎外装吹付）、給食室屋根の葺替え並びに窓アルミサッシ取替工事竣工
- 1987年（昭和62年）6月 - プールサイドコンクリート張工事並びにポンプ室扉工事
- 1994年（平成6年）
  - 2月 - 開校120周年行事（記念式典、ファミリーPTA他）
  - 4月 - 運動場拡張工事完了（291名）
- 1995年（平成7年）3月 - 事務室新築落成
- 1996年（平成8年）6月 - 体育館・プール落成式
- 1997年（平成9年）
  - 2月 - 第1回校内植樹祭（市長来校）21種類513本
  - 4月 - 三佐小児童育成クラブプレハブ設置（293名）
- 1999年（平成11年）
  - 12月 - コンピューター室完成、使用開始
  - 2月 - 大分高専科学実験講座実施
  - 3月 - 飼育小屋移転新設工事完了
- 2002年（平成14年）3月 - 校長室・職員室・事務室にエアコン設置
- 2003年（平成15年）
  - 1月 - 130周年記念
  - 8月 - 増灯工事完了（2階）、窓ガラス改修工事（3階）
- 2004年（平成16年）
  - 8月 - 可動式黒板設置（2階）、天井張替工事（3階）
  - 12月 - 図書館用プレハブ工事
- 2006年（平成18年）
  - 9月 - 本校舎西側トイレ（1～3階）改修工事〈12月完了〉図書館のシステム化
  - 10月 - 給食室給水設備改修、校舎3階西側部分壁面塗装
  - 12月 - 三佐中央公園壁画制作
- 2007年（平成19年）3月 - シャワー室設置
- 2010年（平成22年）3月 - 理科室改修工事完了
- 2012年（平成24年）8月 - 校舎耐震工事

## 学校教育目標
心豊かで、自ら学び 考える たくましい子どもの育成

## 進学先中学校
- 大分市立鶴崎中学校[1]

## 通学区域
- 大分市[2]
  - 三佐一丁目〜六丁目
  - 大字家島
  - 大字海原
  - 大字中ノ洲
  - 大字三佐（三佐2区〜4区）